# 巴恩斯特德
巴恩斯特德是美国新罕布什尔州贝尔纳普县的一个镇。2020年美国人口普查时，人口为4915人，高于 2010 年的 4593 人。巴恩斯特德是桑库克湖（Suncook Lakes）的所在地，包括中巴恩斯特德（Center Barnstead）、巴恩斯特德帕拉德（Barnstead Parade）（地形图上标注为 “巴恩斯特德”）和南巴恩斯特德（South Barnstead）等村庄。

## 历史
1727年5月20日，副总督约翰·温特沃斯（John Wentworth）将该镇授予约瑟夫·亚当斯牧师和其他人。1765 年开始有人定居，两年后，约翰·温特沃斯总督将巴恩斯特德合并为一个镇。许多定居者来自马萨诸塞州的巴恩斯特布尔和纽约州的亨普斯特德--镇名即取自这两个地方。

## 地理
根据美国普查局的数据，巴恩斯特德全市总面积44.9平方英里（116.4平方千米）, 其中陆地面积43.1平方英里（111.5平方千米），水域面积1.9平方英里（4.9平方千米），水域率4.2%。